# Beth Hart
Beth Hart (Los Angeles, 24 gennaio 1972) è una cantautrice statunitense diventata famosa grazie al suo singolo LA Song (Out of This Town), andata in onda nell'episodio 17 della decima e ultima stagione di Beverly Hills 90210. Il singolo è stato primo in classifica in Nuova Zelanda, raggiungendo la top 5 dell'Adult Contemporary statunitense e il numero 7 della classifica Adult Top 40 di Billboard.
Gli album successivi, Seesaw e Live in Amsterdam, frutto della collaborazione tra Beth Hart e Joe Bonamassa, hanno raggiunto il primo posto nella classifica Blues Album di Billboard. Bang Bang Boom Boom di Hart è salito al numero 3 della classifica Blues Album di Billboard, così come l'album Don't Explain di Hart e Bonamassa. L'album Seesaw è salito al numero 8 della classifica Top Independent Album di Billboard. In Danimarca, invece, ben due singoli hanno raggiunto la vetta delle classifiche: As Good As It Gets e Learning To Live, così come un album di platino, Leave The Light On.
Don't Explain è stato disco d'oro in Olanda. Nel 2014 Beth Hart è stata nominata per un Grammy Award per Seesaw ed è stata anche nominata per il Blues Music Award nella categoria "Best Contemporary Blues Female Artist", nomination ottenuta anche l'anno successivo per la stessa categoria.
Nel 2015 partecipa come narratrice nel film documentario Unity.

## Biografia
La sua musica spazia su generi diversi: dal blues, pop, jazz, rock al gospel.
Iniziò a suonare nei club di Los Angeles e a lavorare con il bassista Tal Herzberge e il chitarrista Jimmy Khoury.
Nel 1993 partecipò al programma Star Search, presentato da Ed McMahon, cantando Halfway to Heaven e Pieces of My Heart e vinse.
L'album Beth Hart and the Ocean of Souls, dell'omonimo gruppo, fu registrato nel 1993. Esso include Am I the One (rielaborato in album successivi) e una pop-rock cover dei Beatles Lucy in the Sky with Diamonds.
Hart pubblicò poi il suo album Immortal con la sua band Beth Hart Band nel 1996.
Il suo album successivo, Screamin' for My Supper (Atlantic, 1999), è caratterizzato da LA Song (Out of This Town), una hit che arrivò al quinto posto nell'Adult Contemporary Chart.
Allo stesso tempo, Hart stava cantando e recitando il ruolo di protagonista in Love, Janis, un musical off-Broadway.
L'album Leave the Light On fu pubblicato nel 2003; nella versione europea dell'album troviamo la traccia Learning to Live e il duetto con Barry Hay I Don't Want to Be.
Live at Paradiso invece fu pubblicato nel 2005; la versione DVD contiene un documentario bonus: "un giorno nella vita" di Beth Hart.
Ha inoltre registrato con Born (It Hurts), Les Paul e Neal Schon (I Wanna Know You) e pubblicato una serie di tracce video e audio non disponibili su CD o DVD, tra cui Shine, Boogeyman, Setting me Free, Catalina, Beautiful Child, Congratulations e Killing Time.
L'album 37 Days venne pubblicato in Europa nel luglio 2007.
Hart cantò anche una canzone con Slash, dei Guns N' Roses: Mother Maria, inclusa nell'album da solista di Slash. La copertina di questo album fu realizzata dall'artista pop-street statunitense Ron English.
Una nuova versione di Learning to Live venne pubblicata nel maggio 2010 ed è stata usata come sigla di Losing It con Jillian.
Nel settembre 2010 venne pubblicato My California, un album con tracce molte intime come possiamo ascoltare in Sister Heroine (dedicata alla sorella), My California (dedicata al marito) e Weight of the World (dedicata ai genitori).
Nel 2011 iniziò la sua collaborazione con Joe Bonamassa, in primo luogo fornendo la voce per il brano No Love On The Street nel suo album Dust Bowl (marzo 2011). 
Inoltre hanno lavorato insieme al nuovo album Don't Explain, in che contiene singoli classici del soul cantati da Beth Hart sotto le note di Bonamassa.
L'album uscì il 27 settembre 2011 negli Stati Uniti.
La collaborazione artistica con Joe Bonamassa proseguì anche dopo le prime esperienze e, nel 2013, venne pubblicato l'album intitolato Seesaw, che contiene undici cover, fra le quali Them There Eyes di Louis Armstrong, Nutbush City Limits di Ike & Tina Turner e Seesaw di Aretha Franklin.
Dopo il tour con Jeff Beck nel 2006 negli Stati Uniti, apparve di nuovo con lui, nel dicembre 2012, al Kennedy Center Opera House, eseguendo I'd Rather Go Blind in omaggio a Buddy Guy, che ricevette il Kennedy Center Honor 2012 per la sua vita di contributi alla cultura americana. Questa performance ha portato alla collaborazione con Buddy Guy, col quale registrò la canzone What You Gonna Do About Me per il suo album Rhythm & Blues.
La sua band comprende il chitarrista Jon Nichols, il bassista Tom Lilly e il batterista Todd Wolf. 
Il suo manager è David Wolff.

## Vita privata
Beth Hart è sposata con Scott Guetzkow e risiede a Pasadena.

## Discografia
Album in studio
- 1993 - Beth Hart and the Ocean of Souls
- 1996 - Immortal
- 1999 - Screamin' for My Supper
- 2003 - Leave the Light On
- 2007 - 37 Days
- 2010 - My California
- 2011 - Don't Explain (con Joe Bonamassa)
- 2012 - Bang Bang Boom Boom
- 2013 - Seesaw (con Joe Bonamassa)
- 2015 - Better Than Home
- 2016 - Fire on the Floor
- 2018 - Black Coffee (con Joe Bonamassa)
- 2019 - War in My Mind
- 2022 - A Tribute to Led Zeppelin

Live
- 2005 - Live at Paradiso
- 2014 - Live in Amsterdam (con Joe Bonamassa)
- 2008 - Front and Center - Live from New York
- 2018 - Live at the Royal Albert Hall

Singoli
- 1996 - Run
- 1996 - Immortal
- 1996 - Summer Is Gone
- 1996 - God Bless You
- 1996 - Am I the One
- 1999 - LA Song (Out of This Town)
- 2000 - Delicious Surprise
- 2003 - Leave the Light On
- 2004 - World Without You
- 2004 - Learning to Live
- 2005 - Hiding Under Water
- 2007 - Good As It Gets
- 2007 - Over You
- 2010 - Like You (And Everyone Else)
- 2010 - Learning to Live
- 2010 - Life Is Calling
- 2010 - Love Is the Hardest

### Altre collaborazioni
- 2005 - I Wanna Know You (con Les Paul e Neal Schon)
- 2006 - I Gotta Right to Sing the Blues (con Toots Thielemans)
- 2007 - It Hurts (con Born)
- 2010 - Mother Maria (con Slash)
- 2011 - No Love on the Street (con Joe Bonamassa)
- 2011 - Joe Bonamassa - Don't Explain
- 2013 - Joe Bonamassa - Seesaw
- 2024 - Stormy Monday (con Slash)